# Le Liquidateur (série télévisée)
Pour les articles homonymes, voir Le Liquidateur.
Le Liquidateur (The Liquidator: On the Go) est une émission de téléréalité canadienne diffusée entre le 5 juillet 2012 et le 30 novembre 2016 sur la chaîne OLN et produit par Anaïd Productions. 
Pour la troisième saison, la série contient 26 épisodes, au lieu de 13 épisodes pour les deux saisons précédentes, en incluant d'autres villes à travers le Canada.
La série a été renouvelée pour une quatrième saison pour 26 épisodes sur OLN à l'automne 2015. La série a été annulée en 2016.

## Concept
Le Liquidateur suit la vie quotidienne de Jeff Schwarz, la star de la série. Celui-ci achète et revend des marchandises invendues ou mises au rebut,.
La série se concentre sur les négociations menées par Jeff (ou « le marchandage ») et sur sa capacité à chasser la bonne affaire et obtenir la marchandise au prix le plus bas possible. Jeff prospecte et négocie les offres de la marchandise qui est ensuite revendu par lui et son équipe dans son entrepôt de Direct Liquidation sur une surface d'environ 2 800 m2 (30 000 square foot - pieds carrés) à Burnaby en Colombie-Britannique qu'il possède et exploite avec sa femme.
Dans certains cas exceptionnels, son entrepôt fait office de salle de ventes aux enchères.

## Diffusion internationale
Discovery Networks International a acquis les droits pour diffuser Le Liquidateur sur ses chaînes appartenant groupe Discovery en Europe. La série est maintenant disponible via Discovery Channel dans de nombreux pays à travers l'Europe, incluant le Royaume-Uni, Espagne, Israël, Portugal, Pays-Bas, Suède, Finlande, Norvège, Danemark, Italie, France, Russie.

## Séquence d'introduction de chaque épisode
« Dans ce métier pour gagner de l'argent, faut pas avoir froid aux yeux, acheter bon marché, faire monter les tarifs et liquider les stocks.
Tout se négocie tant que le prix est juste, c'est la règle du jeu, toujours à la recherche de la bonne affaire, Je suis le Liquidateur. »

## Liste des épisodes
| Saison | Saison | Épisodes | Début           | Final             |
| ------ | ------ | -------- | --------------- | ----------------- |
|        | 1      | 13       | 5 juillet 2012  | 27 septembre 2012 |
|        | 2      | 13       | 8 novembre 2012 | 21 février 2013   |
|        | 3      | 26       | 27 juin 2013    | 6 mars 2014       |
|        | 4      | 26       | 8 janvier 2015  | 30 novembre 2015  |
|        | 5      |          |                 |                   |

### Saison 1 (2012)
| N° dans la Série | N° dans la Saison | Titre français (titre original)                              | Diffusion Originale |
| --- | ----------------- | ------------------------------------------------------------ | ------------------- |
| 1 | 1                 | Briques et Mortels (Bricks & Mortals)                        | 5 juillet 2012      |
| Jeff accueille une vente aux enchères après la réussite d'un accord potentiellement lucratif.                                                                   |                   |                                                              |                     |
| 2 | 2                 | Pile ou face (Heads… Or Tail Between Legs)                   | 12 juillet 2012     |
| Jeff tombe amoureux d'une statue faite de pièces de moto. |                   |                                                              |                     |
| 3 | 3                 | Tout doit disparaître (Everythings Must Go)                  | 19 juillet 2012     |
| Jeff surprend son personnel avec des livraisons inopinées et tente frénétiquement de vendre la marchandise une fois arrivée.                                    |                   |                                                              |                     |
| 4 | 4                 | Le Flip (The Flip)                                           | 26 juillet 2012     |
| Jeff revend des marchandises qu'il n'a pas encore achetée. |                   |                                                              |                     |
| 5 | 5                 | Des gentils et des hommes (Of Mensch And Men)                | 2 août 2012         |
| Jeff devient fou, il apprend plus tard après l'achat d'un gros chargement d'électroménager que la plupart sont défectueux en pensant faire un juteux bénéfices. |                   |                                                              |                     |
| 6 | 6                 | Petit scarabée (Turn Over)                                   | 9 août 2012         |
| Jeff recrute une nouvelle employée dans son entrepôt Direct Liquidation.                                                                                        |                   |                                                              |                     |
| 7 | 7                 | Parti en fumée (Up In Smoke)                                 | 16 août 2012        |
| Jeff récupère des meubles qui pourraient avoir été utilisés pour avoir vendu de la drogue et recherches des acheteurs pour écouler la marchandise.              |                   |                                                              |                     |
| 8 | 8                 | Sacré José (No Way, Jose)                                    | 23 août 2012        |
| Jeff a une importante cargaison en chemin mais n'a pas de place dans son entrepôt et doit convaincre José de le stocker dans son entrepôt.                      |                   |                                                              |                     |
| 9 | 9                 | Box de stockage : quitte ou double (Storage Locker Roulette) | 30 août 2012        |
| Jeff pari sur une série de box de stockage. |                   |                                                              |                     |
| 10 | 10                | Négociateurs anonymes (Dealmakers Anonymous)                 | 6 septembre 2012    |
| Jeff achète une cargaison de nouilles asiatiques qui sont sur le point d'être périmer.                                                                          |                   |                                                              |                     |
| 11 | 11                | Tel père, tel fils (A Chip Off The Old Block)                | 13 septembre 2012   |
| Nick le fils de Jeff convainc son père de collaborer avec lui sur une nouvelle ligne T-shirt.Daniel prend la direction d'un magasin éphémère.                   |                   |                                                              |                     |
| 12 | 12                | Règlement de comptes (Settling The Score)                    | 20 septembre 2012   |
| Jeff cherche à obtenir le meilleur prix pour un entrepôt plein d'article à un dollar. José complote pour obtenir la même marchandise que Jeff.                  |                   |                                                              |                     |
| 13 | 13                | Sur le billot (Settling The Score)                           | 27 septembre 2012   |
| Jeff décide de tenir la plus grande ventes aux enchères, mais la visite d'un inspecteur met tout son plan en péril.                                             |                   |                                                              |                     |

### Saison 2 (2012-2013)
| N° dans la Série | N° dans la Saison | Titre français (titre original)                 | Diffusion Originale |
| --- | ----------------- | ----------------------------------------------- | ------------------- |
| 14 | 1                 | Pari Risqué (Risky Business)                    | 8 novembre 2012     |
| Jeff fait le plus grand pari de sa carrière en décrochant un camion rempli d'appareil électronique haut de gamme qui ont été endommagés pendant le transport. |                   |                                                 |                     |
| 15 | 2                 | Happy Halloween (Has The Master Lost His Mojo?) | 15 novembre 2012    |
| Jeff prend livraison d'une importante cargaison de marchandises douteuses et son personnel commence à s'inquiéter. Pendant ce temps, une vente aux enchères est prévue avec des produits haut de gamme.                                                                                                |                   |                                                 |                     |
| 16 | 3                 | En plein burn-out (No Rest For The Wicked)      | 22 novembre 2012    |
| Jeff est stressé de conclure des offres non-stop. Après avoir atteint le point de rupture, il laisse à contrecœur sa famille l'emmener en vacances, mais il a du mal à se détendre. |                   |                                                 |                     |
| 17 | 4                 | Confiance totale (A Matter Of Trust)            | 29 novembre 2012    |
| Jeff négocie le contenu d'un café et glacier italien qui semble avoir en plus une activité douteuse que la vente de glace italienne. Jeff fait d'autres offres pour des meubles et des matelas chinois de qualités douteuses.                                                                          |                   |                                                 |                     |
| 18 | 5                 | L'argent est roi (Collecting Cash)              | 6 décembre 2012     |
| Jeff a finalement décidé de se séparer de sa bien-aimée statue faite en pièce de moto. Un ami collectionneur tente de faire affaire avec lui. |                   |                                                 |                     |
| 19 | 6                 | Costumes d'enfer (Man In The Middle)            | 13 décembre 2012    |
| Jeff est approché par un homme avec un lot de smokings à vendre et joue intermédiaire pour réunir les vendeurs et acheteurs. |                   |                                                 |                     |
| 20 | 7                 | Le négociateur (Tough Sell)                     | 10 janvier 2013     |
| Une grosse affaire donne à Jeff du fil à retordre de ce qu'il a négocié. |                   |                                                 |                     |
| 21 | 8                 | Ami-Ennemi (A Hand Up)                          | 17 janvier 2013     |
| Après que José fais face à la perte de son entreprise, Jeff lui permet de trouver un moyen de revenir dans la course. José apprend qu'il y a toujours un prix à payer lorsque Jeff apporte son aide.                                                                                                   |                   |                                                 |                     |
| 22 | 9                 | Plein à craquer (The Floor)                     | 24 janvier 2013     |
| Jeff à la fièvre acheteuse, avec ses récents achats d'impulsions, il met la pression à son personnel pour arranger l'entrepôt déjà surpeuplé pour l'arrivage de nouvelles marchandises, cependant plus d'espace à l'intérieur. Pendant ce temps, un ami lui parle de l'achat de marchandises bizarres. |                   |                                                 |                     |
| 23 | 10                | Les dents longues (You Get What You Pay For)    | 31 janvier 2013     |
| Jeff saute sur des offres alléchantes et essaie de vendre de l'art, des instruments de musique ancien, des vêtements de marques. |                   |                                                 |                     |
| 24 | 11                | L'ours polaire (Eye Candy)                      | 7 février 2013      |
| Jeff se laisse persuader de l'achat d'un ours polaire empaillé en piteux état qui pourrait se révéler difficile à vendre. |                   |                                                 |                     |
| 25 | 12                | Le dernier deal (Good Buys And Good-Bye)        | 14 février 2013     |
| Jeff apprend une leçon amère quand un vieil ami vole une affaire lucrative juste sous son nez. Pendant ce temps, la bien-aimé employé Christine quitte l'entrepôt de Direct Liquidation. |                   |                                                 |                     |
| 26 | 13                | De grands enfants (Man Toys)                    | 21 février 2013     |
| Jeff fait une grande promesse au gérant du circuit et décide d'organiser une vente aux enchères pour vendre les kartings d'un circuit locale qui cesse son activité. |                   |                                                 |                     |

### Saison 3 (2013-2014)
| N° dans la Série | N°dans la Saison | Titre français (titre original)                | Diffusion Originale |
| --- | ---------------- | ---------------------------------------------- | ------------------- |
| 27 | 1                | Liquidation totale (Bailiff Booty)             | 27 juin 2013        |
| Jeff à un jour pour évacuer le contenu d'une épicerie Chinoise remplie de produits périmés. |                  |                                                |                     |
| 28 | 2                | Garde à vous (Armed To The Rafters)            | 4 juillet 2013      |
| Jeff dépense 10 000 $ CAD dans un hangar de surplus militaire, la transaction comprend une mitrailleuse calibre .50 démilitarisée. |                  |                                                |                     |
| 29 | 3                | Une tonne de chaussure (Size Matters)          | 11 juillet 2013     |
| Jeff réalise un achat impulsif, Daniel réalise qu'il vient d'acheter un chargement de chaussure qui ont toutes la même pointure. |                  |                                                |                     |
| 30 | 4                | Le talon d'Achille (Tongue Twisted)            | 19 juillet 2013     |
| Jeff prend le pari d'essayer de vendre quelques piano cassés, une cargaison de bocaux contenant du poivre mariné, et une collection ornementale de coquillages de mer.                                                                                                |                  |                                                |                     |
| 31 | 5                | Une cargaison douteuse (The Irregulars)        | 25 juillet 2013     |
| Jeff se retrouve avec des marchandises d´une qualité douteuse sur les bras, à savoir un camion rempli à ras-bord des jeans les plus laids de l´univers, des meubles tout aussi moches et un énorme piano.                                                             |                  |                                                |                     |
| 32 | 6                | Jeff le généreux (Belly Up)                    | 1er août 2013       |
| Jeff achète un entrepôt rempli d'objet électronique, cependant on lui impose un délai très court pour vider tout le dépôt. |                  |                                                |                     |
| 33 | 7                | Cowboy Dave (Friends With Benefits)            | 8 août 2013         |
| Un client régulier vient à Direct Liquidation pour acquérir des statues de western. José fait une proposition spéciale à Jeff. |                  |                                                |                     |
| 34 | 8                | La guerre des enchères (The More, The Barrier) | 15 août 2013        |
| Jeff est impliqué dans une guerre d'enchères contre ses propres clients. |                  |                                                |                     |
| 35 | 9                | Prêt à tout (Brief Encounters)                 | 22 août 2013        |
| Jeff enfile un costume et une cravate pour conclure une affaire de sous-vêtements pour homme. |                  |                                                |                     |
| 36 | 10               | En territoire inconnu (I’d Bet The Pot)        | 29 août 2013        |
| Jeff conclu un deal sur un grand stock d'équipement de culture hydroponique, cela fait venir une clientèle plutôt inhabituels que d'habitude. |                  |                                                |                     |
| 37 | 11               | Le test (He Works Hard For The Money)          | 5 septembre 2013    |
| Les compétences de vente de Jeff sont mises à l'épreuve quand il est confronté à déplacer un bouc vivant et un camion de guitares cassées. |                  |                                                |                     |
| 38 | 12               | Argent facile (What’s Your Beef?)              | 13 septembre 2013   |
| Jeff vise l'achat d'un magasin rempli de viande congelée. Les esprits comme à s'échauffer avec un marchand d'art autour de la négociation. |                  |                                                |                     |
| 39 | 13               | Dépenser sans compter (Phone A Friend)         | 19 septembre 2013   |
| Jeff a acheté un semi-remorque de planche de bois qu'il a dû mal revendre ainsi qu'un chargement d'objet divers. |                  |                                                |                     |
| 40 | 14               | La Californie (California Dealin)              | 21 novembre 2013    |
| Un entrepôt d'un collectionneur est rempli de mystérieuses antiquités et cela tente beaucoup Jeff de voir le contenu mais pour cela il doit aller en Californie. |                  |                                                |                     |
| 41 | 15               | Le retour de Dracula (Coffin Up Cash)          | 28 novembre 2013    |
| Jeff fait une incroyable affaire, il a acheté trois cargaisons comprenant du matériel médical et des scooters pour personnes à mobilité réduite et un cercueil. |                  |                                                |                     |
| 42 | 16               | L'appât du gain (The Smell Of Money)           | 5 décembre 2013     |
| Jeff flaire la bonne affaire pour vendre des box de stockages au enchère et une vente risquée d'un restaurant au bord de la faillite. |                  |                                                |                     |
| 43 | 17               | Ce que veulent les femmes (What Women Want)    | 12 décembre 2013    |
| Jeff sort des sentiers battues et se laisse tenter par un stock de vêtement pour la gent féminine. |                  |                                                |                     |
| 44 | 18               | Mise à l'épreuve (Operation: Liquidate)        | 9 janvier 2014      |
| Jeff achète un énorme chargement et comme d'habitude, il ne peut les exposer à l'intérieur, avec son équipe ensemble ils décident d'une vente extérieure. |                  |                                                |                     |
| 45 | 19               | Coup dur (Down... But Not Out)                 | 16 janvier 2014     |
| Jeff doit organiser la plus grande vente extérieure dans la cour de son entrepôt, un acheteur le met en difficulté au moment de payer, ce qui met Jeff dans une situation délicate.                                                                                   |                  |                                                |                     |
| 46 | 20               | Trop c'est trop (Crossing The Line)            | 23 janvier 2014     |
| Jeff prend une affaire au nez et à la barbe de Wayne, une négociation a lieu dans sex-shop, puis essaye de vendre un accordéon à sa propre mère. |                  |                                                |                     |
| 47 | 21               | Choix cornélien (Bail Out)                     | 30 janvier 2014     |
| On propose à Jeff un hangar contenant un bateau et des outils, ensuite il doit débarrasser le contenu complet d'un appartement. |                  |                                                |                     |
| 48 | 22               | Moto d'enfer (Taken For A Ride)                | 6 février 2014      |
| Jeff vient de recevoir son side-car acheté en Californie, mais a besoin de réparation pour fonctionner. Puis, ça mal avec le mécanicien, il demande à Sheldon, son ami huissier pour saisir et récupérer la moto .                                                    |                  |                                                |                     |
| 49 | 23               | Le pouvoir de convaincre (Treasure Or Trash?)  | 13 février 2014     |
| Jeff utilise son franc-parler pour dénigrer les marchandises devant les vendeurs mais il sait que ces marchandises sont intéressantes, puis essaye de convaincre des acheteurs potentiels que ces jauges industrielles et T-shirts roses bon marché sont des trésors. |                  |                                                |                     |
| 50 | 24               | Hors saison (Rotten Timing)                    | 20 février 2014     |
| Jeff tente d'écouler à la fin de la saison estivale, un stock de mobilier de jardin, des bottes de pluie ainsi que des fûts remplis de concentré de tomates. |                  |                                                |                     |
| 51 | 25               | Perte de contrôle (Hairy Situation)            | 27 février 2014     |
| Jeff fait une affaire sur stock de manteaux de fourrure et sa réputation est mise en jeu sur une vente aux enchères des souvenirs Hollywood. |                  |                                                |                     |
| 52 | 26               | Wild Wild West (Redneck Round-Up)              | 6 mars 2014         |
| Jeff et Daniel se rendent dans le désert de Californie pour visiter une ville abandonnée, rencontrer des collectionneurs et faire un deal sur 30 000 bouchons de bouteilles de vin.                                                                                   |                  |                                                |                     |

### Saison 4 (2015)
| N° dans la Série | N° dans la Saison | Titre français (titre original)                               | Diffusion Originale |
| --- | ----------------- | ------------------------------------------------------------- | ------------------- |
| 53 | 1                 | Nage ou coule (Sink or Swim)                                  | 8 janvier 2015      |
| Quand Jeff perd l'élément principal de sa future vente aux enchères - un yacht d'une valeur de 250 000 $ CAD - il perdra également ses clients, où peut-il trouver la pièce maîtresse qui remplacera le bateau? |                   |                                                               |                     |
| 54 | 2                 | Trésors indiens (King of Scrap)                               | 15 janvier 2015     |
| Jeff a le talent pour transformer les déchets en trésor, mais quand il achète des artefacts autochtones dont il ne veut pas, mais ayant pour seul objectif d'assurer une future affaire, il doit faire preuve de créativité pour le transformer en profit. |                   |                                                               |                     |
| 55 | 3                 | La relève (Measuring Up)                                      | 22 janvier 2015     |
| Jeff aime montrer aux débutants les ficelles du métier – mais quelle réaction aura-t-il quand c'est à Jeff qu'on lui montre une chose ou deux sur le sien ? |                   |                                                               |                     |
| 56 | 4                 | Plan B (Big flipping day)                                     | 29 janvier 2015     |
| Les affaires que Jeff adore, c'est quand les propriétaires sont dos au mur pour se débarrasser des marchandises, car elles sont synonymes d'argent rapide, mais quand Jeff essaie de vendre un énorme stock de vêtements de danse, le flip va flop. La vente du produit au détail vaut-il un effort supplémentaire? |                   |                                                               |                     |
| 57 | 5                 | Âme charitable ? (Hare Raising Deals)                         | 5 février 2015      |
| Quand une association de lapin demande Jeff à payer plus que ce qu'il devrait pour des vêtements donnés. Sacrifiera-t-il son propre profit pour les bébé lapins, ou peut-il trouver un autre moyen d'aider les lapins tout en s'aidant? |                   |                                                               |                     |
| 58 | 6                 | Mauvais coup ! (Going, Going... Bong)                         | 12 février 2015     |
| Lorsque Jeff achète une cargaison de pipe à eau, son premier instinct est de les mettre sur les étagères de son magasin. Mais ses clients réguliers n'achètent pas, comment Jeff a obtenu ces bangs disparu depuis longtemps ? |                   |                                                               |                     |
| 59 | 7                 | Collection de poupées (Doll-ars to Dough-nuts)                | 19 février 2015     |
| Liquider le contenu d'un restaurant devrait être facile, mais l'équipement est dans un tel état que Jeff ne peux pas couvrir ses frais, jusqu'à qu'il essaye une nouvelle tactique. |                   |                                                               |                     |
| 60 | 8                 | Le plan en or (The Orient Distress)                           | 26 février 2015     |
| Après avoir reçu un chargement de meubles pourris, Jeff va en Indonésie dans le but de récupérer son argent dans l'usine où ses meubles ont été fabriquer. |                   |                                                               |                     |
| 61 | 9                 | Indonésie (Lost in Persuasion)                                | 5 avril 2015        |
| Jeff a seulement quelques jours en Indonésie pour remplir un conteneur de meubles, mais son style de négociation à la dure ne prend pas avec les habitants. Est-ce que Jeff va être en mesure de changer son jeu dans le temps ? |                   |                                                               |                     |
| 62 | 10                | Daniel à la barre (Show me the Moo-La)                        | 12 mars 2015        |
| Daniel l'apprenti commence à faire des affaires sans consulter Jeff, son inexpérience portera-t-elle préjudice au porte-monnaie de Jeff ? Ou Jeff devra réévaluer le rôle de Daniel à Direct Liquidation ? |                   |                                                               |                     |
| 63 | 11                | Passation de pouvoir (In The Schwarz Term)                    | 19 mars 2015        |
| L'empire de Jeff s'agrandit en ouvrant un autre magasin Direct Liquidation. |                   |                                                               |                     |
| 64 | 12                | Le véritable Jeff (Hustle Apostle)                            | 26 mars 2015        |
| Un prêtre, un rabbin, et Jeff marchent dans un dortoir, mais un seul d'entre eux repart avec un bâtiment plein de meubles. La plaisanterie est sur Jeff comme il essaie de transformer de vieux vêtements en espèces. |                   |                                                               |                     |
| 65 | 13                | En Terrain inconnu (Cagey Dealing)                            | 2 avril 2015        |
| Jeff ne s'y connaît pas en produit high-tech mais cela n'empêche de miser gros sur cette affaire qui vaut des centaines de milliers de dollars canadiens. |                   |                                                               |                     |
| 66 | 14                | Moto antique (Pimping Iron)                                   | 9 avril 2015        |
| Après avoir conclu pour 50 000 $ CAD d'équipement de gymnase haut de gamme qui ne sera pas vendre, Jeff appelle à l'aide pour se sortir d'affaire. Mais la cavalerie arrive-t-elle prêt à aider ou à se battre? |                   |                                                               |                     |
| 67 | 15                | Contre la montre (Cut me a Deal)                              | 16 avril 2015       |
| Quatre heures : c'est le temps que Jeff a pour vider tout ce qu'il y a dans un entrepôt. |                   |                                                               |                     |
| 68 | 16                | Art érotique (Stripped Bare)                                  | 23 avril 2015       |
| C'est un rêve devenu réalité, Jeff doit liquider un magasin de lingerie féminine mais lui et Daniel sont tellement séduit par les clientes qu'ils finissent par perdre le sens de réalité et le profit risque de tomber à la trappe . |                   |                                                               |                     |
| 69 | 17                | Dernier recours (Desperate Measure)                           | 30 avril 2015       |
| Quand un concurrent se présente à la porte de Jeff avec un camion de matelas, il prétend qu'il a acheté le mauvais produit sauver Jeff argent ou enrager le vendeur? |                   |                                                               |                     |
| 70 | 18                | Point faible (Jaded)                                          | 5 mai 2015          |
| Une amie a Jeff lui propose du mobilier haut de gamme mais la négociation est difficile. Il apprendra aussi à ses dépens que l'on a beau savoir négocier tant qu'on reste dans son domaine et pas un autre. |                   |                                                               |                     |
| 71 | 19                | Leçon de troc (Clean sweep)                                   | 13 mai 2015         |
| Lorsque Jeff achète une voiture pleine de vêtements, il ne veut pas aider un organisme de bienfaisance, sera-t-il en mesure de tromper un liquidateur en le sortant d'affaire? |                   |                                                               |                     |
| 72 | 20                | La guillotine (Sweeten the Deal)                              | 18 mai 2015         |
| Les compétences de Jeff sont mises à l'épreuve, il essaie de vendre mille boîtes de bonbons avant la date limite de consommation qui est proche . |                   |                                                               |                     |
| 73 | 21                | A l'aveugle (The Blind Side)                                  | 10 juin 2015        |
| Un partenaire fait une affaire en utilisant l'argent de Jeff pour du matériel de restauration sale, il est à Jeff de le vendre et vite! |                   |                                                               |                     |
| 74 | 22                | Le vieil ennemi (Floor Your Friends)                          | 10 juin 2015        |
| Jeff décide que Tom se charge de vendre le chargement de parquet flottant. Tom sera-t-il relever le défi? |                   |                                                               |                     |
| 75 | 23                | Service après-vente (Eyes on the Prize)                       | 10 juin 2015        |
| Un camion de cinq tonnes rempli à ras-bord de marchandises arrive à l'entrepôt mais Jeff ne se souvient pas d'avoir acheter le chargement. |                   |                                                               |                     |
| 76 | 24                | Jackpot (The Right Combination)                               | 17 juin 2015        |
| Plusieurs vendeurs répondent à Jeff pour des casiers à pièces, Jeff se retrouve avec des casiers qu'il n'a plus besoin et n'a aucune place pour les stocker. |                   |                                                               |                     |
| 77 | 25                | Les débutants (Worth His Salt)                                | 29 juillet 2015     |
| Parmi les employés aucun ne peut venir aider Jeff pour l'assister à une vente aux enchères, sera-t-il en mesure d'être commis, caissier, et commissaire-priseur ? |                   |                                                               |                     |
| 78 | 26                | Guerres de profit (Profit Wars)                               | 29 juillet 2015     |
| Jeff a besoin de transformer un stock d'arbalète en d'argent, il se tourne vers son ami commissaire- priseur Sam pour l'aider. Mais Sam sent le désespoir de Jeff pour que la négociation tourne en sa faveur. |                   |                                                               |                     |
| 79 | 27                | Les deux font la paire (Palm Trees and Face Palms)            | 28 août 2015        |
| Jeff est en Californie, il essaie d'aider ses amis à organiser une énorme vente de bien. En tira-t-il un miracle du désert, ou regarder ses profits disparaître comme un mirage ? |                   |                                                               |                     |
| 80 | 28                | Numéro de clown (Kink In The Road)                            | 15 septembre 2015   |
| Jeff reçoit un appel d'un collectionneur de Palm Springs pour des objets en cuir, quand il arrive au rendez-vous, Jeff est mal à l'aise à la vue des articles. |                   |                                                               |                     |
| 81 | 29                | Prise de risque (Flip Flop)                                   | 20 septembre 2015   |
| Jeff a 8 heures pour vendre les meubles d'un hôtel.Parviendra-t-il à transformer le contenu en or ? |                   |                                                               |                     |
| 82 | 30                | Mauvaise appréciation (Not My First Rodeo)                    | 30 septembre 2015   |
| Jeff et Daniel se rendent sur l'île de Vancouver dans l'espoir de conclure des offres pour presque rien. |                   |                                                               |                     |
| 83 | 31                | Plus rusé qu'un renard (Heads and Tails)                      | 5 octobre 2015      |
| La société voisine de Direct Liquidation veut se débarrasser de moteurs d'une valeur de 100 000 $ CAD, Jeff doit décider s'il veut être un bon voisin et faire des amis - ou faire de l'argent. |                   |                                                               |                     |
| 84 | 32                | Limiter la casse (Sock it to Me)                              | 13 octobre 2015     |
| Jeff se retrouve avec un conteneur plein de chaussettes démodées que personne ne veut. |                   |                                                               |                     |
| 85 | 33                | Manque de chance (Bucked Off)                                 | 19 octobre 2015     |
| Lorsque Jeff négocie avec un couple de l'Alberta un peu trop facilement, son système d'alerte se déclenche. |                   |                                                               |                     |
| 86 | 34                | Jamais sans mes outils (Toolin Around)                        | 26 octobre 2015     |
| Sur le chemin du retour de l'Alberta, Jeff se démène pour retourner une affaire pour des outils anciens. Est-ce qu'il se fera tabasser par les cow-boys ou bien par une fille dans un costume d'ours ? |                   |                                                               |                     |
| 88 | 35                | Remise en question (José ’em Down)                            | 6 novembre 2015     |
| Lorsque Jeff essaie de faire affaire avec son vétérinaire. Est-ce qu'il réussira mieux en laissant José prendre part à la négociation ? |                   |                                                               |                     |
| 89 | 36                | Miracle ou Mirage (Street Cred)                               | 9 novembre 2015     |
| Lorsque Jeff et Daniel découvrent que leur vente aux enchères de Toronto tourne au fiasco, ils font tout ce qui est leur pouvoir afin d’attirer des enchérisseurs. |                   |                                                               |                     |
| 90 | 37                | Stratège ou Machiavel (Straddle the Saddle)                   | 16 novembre 2015    |
| Jeff veut conclure une affaire avec la femme d’un ami sans que ce dernier soit au courant pour des décors de films de western. Mais seront-ils pris en flagrant délit avant que l'accord soit conclu ? |                   |                                                               |                     |
| 91 | 38                | Direction l’Inde (A Passage to India)                         | 26 novembre 2015    |
| Jeff et Daniel voyagent en Inde à la recherche d'offres spéciales. Le pays est bien chaud, mais ils apprennent rapidement que les bonnes affaires sont difficiles à trouver, même avec l'aide de leur jolie interprète. Jeff pousse le long du chemin des illuminations des affaires pour les marionnettes et saris, jusqu'à ce qu'un propriétaire de magasin de matériel ne sera pas bougé dans les négociations pour un tas d'outils.                     |                   |                                                               |                     |
| 92 | 39                | La coupe est pleine (The Schwarz that Broke the Camel’s Back) | 30 novembre 2015    |
| Jeff et Daniel continuent leur odyssée indienne à Jodhpur, et apprennent que les règles sont faites pour être brisées. Jeff est dominé par des clients de dame quand il met en scène une vente de sari dans la place de village, puis un tête à tête avec un docteur de turbanologie. La fluidité du vendeur de meubles en anglais vient comme une surprise et les lèvres lâches de Jeff menacent de saboter la plus grande négociation de tout son voyage. |                   |                                                               |                     |